# Parafia św. Mikołaja w Sand Point
Parafia św. Mikołaja – parafia prawosławna w Sand Point; jedna z 15 parafii tworzących dekanat Dillingham diecezji Alaski Kościoła Prawosławnego w Ameryce. Powstała w 1936, posiada wolno stojącą drewnianą cerkiew pod tym samym wezwaniem.